# ランブル・ビー
株式会社ランブル・ビー（英: RUMBLE BEE inc.）は、主にテレビ番組に関する制作やイベント企画、CGデザイン業務を行う制作プロダクションである。

## 沿革
- 1998年9月10日設立

## 制作スタッフ
- 本田賢司（社長/プロデューサー、プランナー）
- 藁科誠（専務/演出）
- 内田智子（プロデューサー）
- 曳地麻実（プロデューサー）
- 阿部真由美（経理）
- 岩本美咲（経理）
- 赤坂祐貴（ディレクター）
- 前田　桂（プロデューサー）
- 安部雅史（ディレクター）
- 鈴木大介（制作進行）
- 草野志帆（制作進行）
- 壷井卓也（ディレクター）
- 太田貴昭（アシスタントディレクター）
- 吉田萌々香（アシスタントディレクター）

## 技術スタッフ
- 小林真士（ビデオカメラマン／音声）
- 林 尚生(EVSオペレーター）

## 主な制作協力作品

### テレビ番組

#### 現在放送中の 制作協力番組
レギュラー番組
- クイズ！あなたは小学5年生より賢いの？（日本テレビ）
- ボンビーガール（日本テレビ）
- ヒルナンデス!（日本テレビ）
- スッキリ!!（日本テレビ）
- 家事ヤロウ!!!（テレビ朝日）
- ランペイジのガチTV（LDH ch）

単発・特番
- 全国高等学校クイズ選手権（日本テレビ）
- クイズ100人力（NHK）
- オジきゅんです！（ABEMA TV)
- スカパー！アイドルフェス（BSスカパー！）

他　

#### これまで放送された制作協力番組
レギュラー番組
- 週末のシンデレラ 世界!弾丸トラベラー（日本テレビ）
- トリックハンター（日本テレビ）
- 石田純一のTokyoモダン商店（BS日テレ）
- やりすぎコージー（テレビ東京）
- 地球のしゃべり方（TBS）
- ウチくる!?（フジテレビ）
- ルドイア☆星惑三第（日本テレビ）
- 元祖!でぶや（テレビ東京）
- ザ!情報ツウ（日本テレビ）
- ネプの超法則!!（TBS）
- 和風総本家（テレビ大阪）
- チャンネル生回転TV Allザップ!（BSスカパー）
- ざっくりハイタッチ（テレビ東京）
- ロンブーの怪傑!トリックスター（テレビ東京）
- HANG-OUT（テレビ東京）
- みちのくインパルス（ミヤギテレビ）
- 抱きしめたいっ!（読売テレビ）
- グッピー!!（読売テレビ）
- サルヂエ（日本テレビ）
- いただきマッスル!（中京テレビ）
- 持ち逃げラブマネー（東海テレビ）
- おもいッきりイイ!!テレビ（日本テレビ）
- おもいッきりDON!（日本テレビ）

単発・特番
- サントリーオープン アマプロチャリティートーナメント（日本テレビ）
- 次長課長+社長ッ!（日本テレビ）
- 夜露肉喰（テレビ東京）
- やっぱ好きやねん大阪（よみうりテレビ）
- 石ちゃんのダジャレ紀行（テレビ朝日）
- 石ちゃんのムシャムシャ修行（テレビ朝日）
- カスペ ギャル曽根 世界を喰う（フジテレビ）

### VP
- DVD 「RINKA SLEEP STAR」（宝島社）
- DVD今吉めぐみ「OUT OF CONTROL」（ハニービート）